# Hans Carling

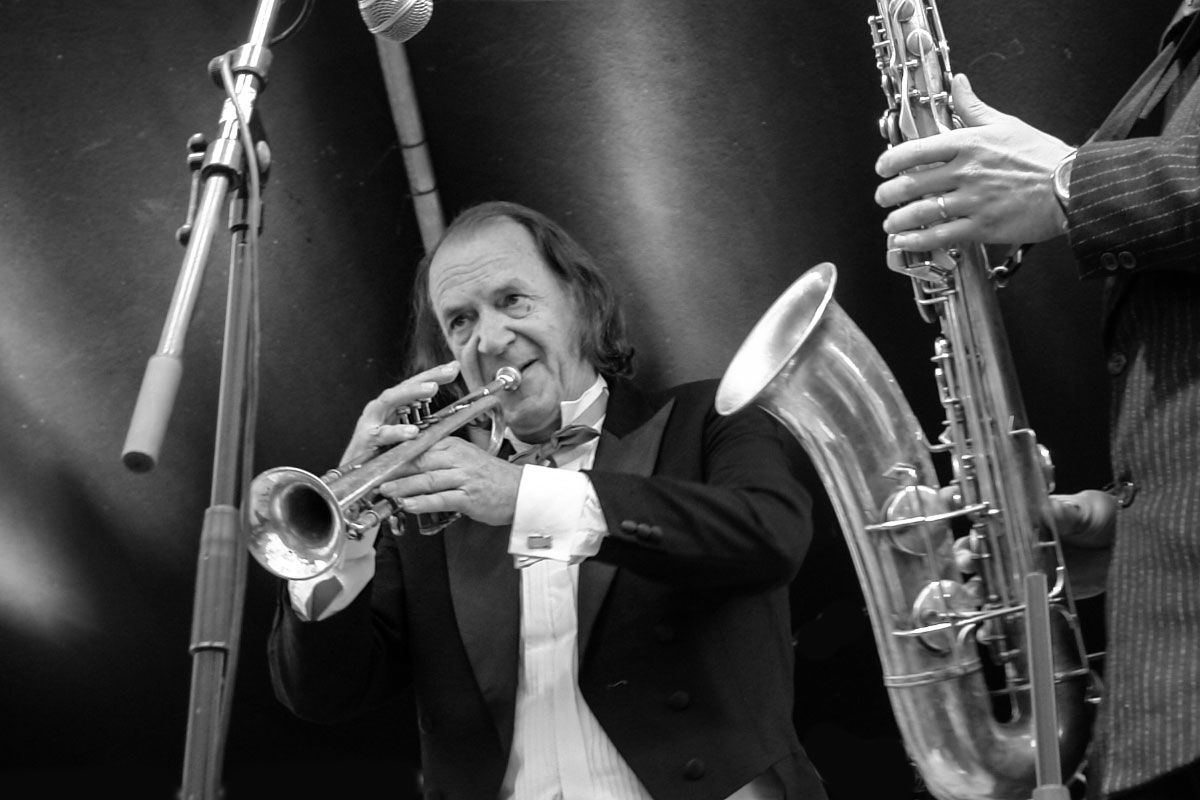
Riverboat Festival, Danmark 2007

Hans "Cooling" Carling, född 29 oktober 1942 i Malmö, död 15 augusti 2017 i Göteborg, var en svensk jazzmusiker, trumpetare, pianist, kompositör och arrangör i bland annat konstellationerna Carling Family och Carling Family Bigband. Han var son till advokat Valdemar Carling.
Carling började sin bana som kornettist i Malmö på 1960-talet. Här ledde han det berömda skoljazzbandet Coolings Jazzmen, vilket under perioder rymde musiker som Mikael Wiehe, Povel Randén, Göran Skytte, Frans Sjöström och Johan Munck. Musiken var stilmässigt påverkad av den tidiga jazzen från New Orleans. I mitten av 1960-talet försökte Carling dock utveckla en så kallad "tredje väg" för jazzen genom att kombinera traditionell jazz med den modernare bebopen.
Carling flyttade på 1970-talet till Göteborg och spelade där med Carnegie Jazzband. Under 1980-talet började han att spela tillsammans med sina barn. Resultatet blev Carlings Familjeband, senare Carling Family, med fru Aina och barnen Max, Gerd, Gunhild och Ulf. Bandet spelade 20-talsjazz i stil med Louis Armstrongs Hot Five. Bandet fick även internationella framgångar.
Under sin musikerkarriär spelade Carling bland annat med Dexter Gordon, Lars Gullin, Albert Nicholas och Papa Bue. Som förebilder angav han framför allt Bix Beiderbecke och Louis Armstrong.
Utöver sin musikaliska gärning gjorde Carling sig även bekant för politiskt kontroversiella ställningstaganden, vilka beskrivits som "politiska irrfärder långt ut på högerkanten". Journalisten Richard Aschberg redogjorde i en artikel i Aftonbladet 1998 för Carlings kopplingar till Per Engdahl och Nysvenska rörelsen.
Carling är begravd på Bälinge kyrkogård utanför Alingsås.